# Райнгольд Посс
Райнгольд Посс (нім. Reinhold Poss; 11 вересня 1897 — 26 серпня 1933) — німецький льотчик-ас, лейтенант-цур-зее кайзерліхмаріне.

## Біографія
Учасник Першої світової війни. З 7 травня по 1 вересня 1918 року — командир 1-ї морської фронтової ескадрильї, потім очолив новосформовану 4-ту морську польову винищувальну ескадрилью. Після 11 перемог 15 жовтня Посс був збитий і потрапив у полон. До цього його вже одного разу збивали — 30 липня, о 13:05, він пішов на вимушену посадку біля Маріакерки після бою з винищувачем Sopwith Camel.
Після війни активно займався авіацією. Разом з Германом Келем здійснив перший нічний політ між Варнемюнде і Стокгольмом. Учасник трьох змагань «Європейський політ» Міжнародної авіаційної федерації, в 1930 році посів друге, в 1932 році — третє місце.
Загинув в авіакатастрофі, коли його літак в умовах поганої видимості врізався в стару дзвіницю.

## Пам'ять
На честь Посса названий міст у Берліні-Целендорфі (Poßwegbrücke).

## Галерея

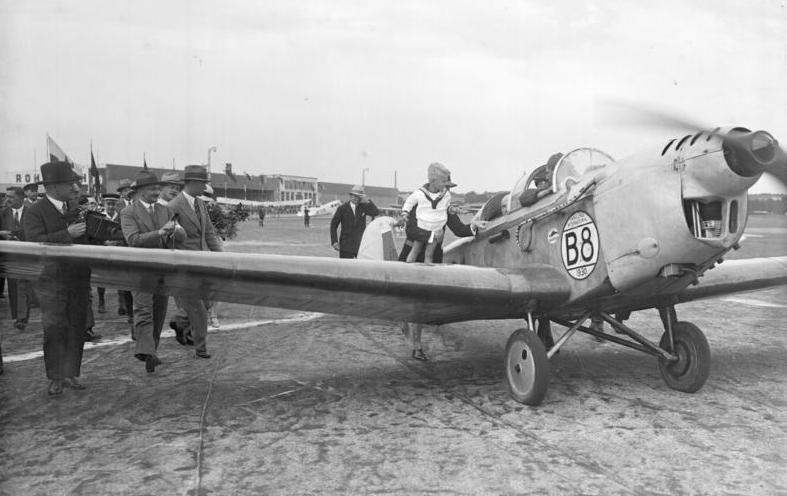
Посс біля свого літака під час Європейського польоту 1930 (Берлін-Темпельгоф).
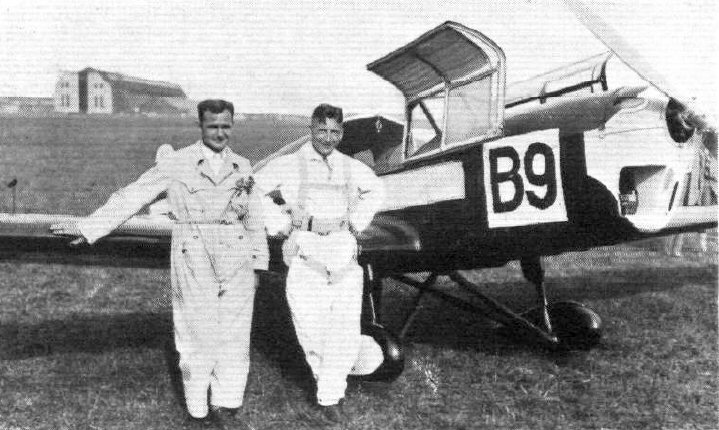
Посс (праворуч) і Фріц Морцік після Європейського польоту 1932.